# Hervé de Toulgoët
Hervé de Toulgoët (28 maart 1911 - 14 september 2009) was een Frans entomoloog. Hij specialiseerde zich in vlinders uit de familie Arctiidae.
Hij bestudeerde ook de Carabus-kevers en de Zygaenidae-motten. Een biografie over hem werd gepubliceerd door Paul Thiaucourt, een persoonlijke vriend van hem. 

## Taxa
Herve de Toulgoët beschreef 432 nieuwe soorten in 31 geslachten:
- Afroarctia de Toulgoët, 1978
- Agaltara de Toulgoët, 1979
- Alepista de Toulgoët, 1976
- Astacosia de Toulgoët, 1958
- Axiopaenella de Toulgoët, 1956
- Bryonola de Toulgoët, 1955
- Coiffaitarctia de Toulgoët, 1990
- Cristulosia de Toulgoët, 1958

- Disparctia de Toulgoët, 1978
- Ennomomima de Toulgoët, 1990
- Eucyanoides de Toulgoët, 1988
- Exilisia de Toulgoët, 1958
- Galtarodes de Toulgoët, 1980
- Kiriakoffalia de Toulgoët, 1978
- Kiriakoffia de Toulgoët, 1978
- Lalanneia de Toulgoët, 1989

- Metexilisia de Toulgoët, 1958
- Mimulosia de Toulgoët, 1958
- Novosia de Toulgoët, 1958
- Parexilisia de Toulgoët, 1958
- Paulianosia de Toulgoët, 1958
- Praemastus de Toulgoët, 1991
- Proxhyle de Toulgoët, 1959
- Pseudamastus de Toulgoët, 1985

- Pseudogaltara de Toulgoët, 1979
- Senecauxia de Toulgoët, 1989
- Spatulosia de Toulgoët, 1965
- Turlinia de Toulgoët, 1976
- Venedictoffia de Toulgoët, 1977
- Viettesia de Toulgoët, 1959
- Watsonidia de Toulgoët, 1981

Veel taxa zijn ook vernoemd naar Toulgoët:
- Anticleora toulgoeti Viette, 1979
- Blechroneromia toulgoeti Viette, 1976
- Boloria aquilonaris toulgoeti Crosson du Cormier & Guérin, 1959
- Carabus toulgoeti Deuve, 1989
- Cabera toulgoeti Herbulot, 1956
- Cargolia toulgoeti Herbulot, 1988
- Chorenta toulgoeti Dalens, Touroult & tavakilian, 2010
- Chrysochroa toulgoeti Descarpentries, 1982
- Clemensia toulgoeti Gibeaux, 1983
- Cleora toulgoetae Herbulot, 1961
- Coscinia toulgoeti Rungs, 1957
- Cyclocephala toulgoeti Dechambre, 1992
- Detoulgoetia Dubatolov, 2006
- Digama sagittata toulgoeti Viette, 1970
- Echeta toulgoeti Navatte, 2005

- Ethioterpia toulgoeti Viette, 1961
- Eucamptognathus toulgoeti Deuve, 1986
- Eucyane toulgoetae Gibeaux, 1982
- Eupithecia toulgoeti Herbulot, 1993
- Fodina toulgoeti Viette, 1979
- Formozotroctes toulgoeti Tavakilian & Néouze, 2007
- Goniotropis toulgoeti Deuve, 2005
- Gymnogramma toulgoeti Gibeaux, 1982
- Homoeocera toulgoeti Lesieur, 1984
- Lemairegisa toulgoeti Thiaucourt, 1987
- Maliattha toulgoeti Viette, 1965
- Mallocampa toulgoeti Rougeot, 1977
- Micralarctia toulgoeti Watson, 1988
- Neothysanis toulgoeti Herbulot, 1993
- Odontoptera toulgoeti Bourgoin & O'Brien, 1994

- Olepa toulgoeti Ohrant, 1986
- Pachyteles toulgoeti Deuve, 2005
- Paracles toulgoeti Watson & Goodger, 1986
- Pheia toulgoeti Cerda, 2008
- Phileurus toulgoeti Dechambre, 1996
- Pseudautomeris toulgoeti Lemaire, 2002
- Ptenomela toulgoeti Soula, 2002
- Rifargia toulgoeti Thiaucourt, 1980
- Schausiella toulgoeti Lemaire, 1969
- Synalamis toulgoeti Lalanne-Cassou, 1992
- Toulgarctia Dubatolov et Haynes, 2008
- Toulgoetia Herbulot, 1946
- Toulgoetodes Leraut, 1988
- Toulgoetodes toulgoeti Herbulot, 1988
- Zamarada toulgoeti Herbulot, 1979